# روبرتو رويز إسبارزا جونيور
روبرتو رويز إسبارزا جونيور (بالإسبانية: Roberto Ruiz Esparza Jr.)‏ هو لاعب كرة قدم مكسيكي في مركز الهجوم، ولد في 14 أبريل 1992 في ولاية بويبلا في المكسيك. لعب مع نادي بويبلا.